# Gisela de França
Gisela da França (em francês: Gisèle; n. c. 908), por vezes referida como Gisla, foi uma princesa francesa, filha do rei carolíngio Carlos, o Simples e de Frederuna, sua primeira esposa. Segundo a tradição histórica normanda, após a batalha de Chartres em 911 seguiram-se negociações diplomáticas entre o rei e o líder normando Rollo, como parte do Tratado de Saint-Clair-sur-Epte. Os acordos firmados resultaram na cessão da Normandia para Rolão com o propósito de defender a Frância Ocidental de ataques viquingues, conversão daquele ao cristianismo e matrimônio com Gisela.
A existência da princesa bem como este casamento são controversos. Carlos casou-se com Frederuna em 907, portanto sua filha teria no máximo cinco anos à época do acordo de paz. Não existem evidências em documentos contemporâneos nem fontes independentes das normandas comprovando esta união ou que mencionem Gisela. De acordo com o historiador Eric Christiansen, os cronistas medievais compuseram a estória deste casamento e a princesa com base na união, realizada por intermédio do Imperador Carolíngio Carlos, o Gordo em 882, do chefe viquingue Godofredo com Gisela da Lotaríngia, filha do rei Lotário II. Outros historiadores sugerem que ela era uma filha ilegítima ou que casou-se enquanto criança. Gisela não teve filhos.